# فجر المصرية للغاز الطبيعي
فجر المصرية للغاز الطبيعي أو (بالإنجليزية: EFNG - Egyptian Fajr For Natural Gas Co)‏ هي إحدى شركات قطاع البترول المصري, والتي تأسست وفقا لأحكام قانون ضمانات وحوافز الإستثمار رقم 8 لسنة 1997 كشركة مساهمة مصرية تختص بمشروعات الغاز الطبيعي

## المساهمين
يساهم في رأسمال الشركة كل من:-
- إيجاس - المصرية القابضة للغازات الطبيعية : 16.7%
- جاسكو - المصرية للغازات الطبيعية : 16.7%
- إنبي - الهندسية للصناعات البترولية والكيماوية : 8.3%
- بتروجيت - المشروعات البترولية والاستشارات الفنية : 8.3%
- وزارة المالية المصرية : 25%
- بنك الإستثمار القومي المصري : 25%

## رؤساء الشركة
- محمود عبد الحميد.[1]
- عبد المجيد الرشيدي.[2]